# Kevin Lyttle
Lescott Kevin Lyttle Combs, bedre kendt som Kevin Lyttle, er en Reggae/Dancehall-sanger fra Saint Vincent og Grenadinerne.
Hans største hit blev “Turn Me On”.

## Diskografi
- Kevin Lyttle (2004)